# 강영철 (정치인)
강영철(1957년 ~ )은 조선민주주의인민공화국의 정치인이다. 조선로동당 중앙위원회 후보위원이다.

## 경력
1997년 조선민주주의인민공화국 내각 수산성 책임지도원을 거쳐 2007년 11월에 수산성 부상에 올랐다. 2015년 5월 리혁 후임으로 수산상에 임명되었다. 2016년 5월 조선로동당 제7차 대회에서 조선로동당 중앙위원회 후보위원으로 선출되었다. 2017년 수산상에서 해임되었다.